# 两列栒子
两列栒子（学名：Cotoneaster nitidus）为蔷薇科栒子属的植物。分布于尼泊尔、印度、缅甸。

## 别名
两列枝栒子（经济植物手册）

## 变种
- 两列栒子大叶变种（学名：Cotoneaster nitidus var. duthieanus）为蔷薇科栒子属下的一个变种。
- 两列栒子小叶变种（学名：Cotoneaster nitidus var. parvifolius）为蔷薇科栒子属下的一个变种。